# Paula Pequeno

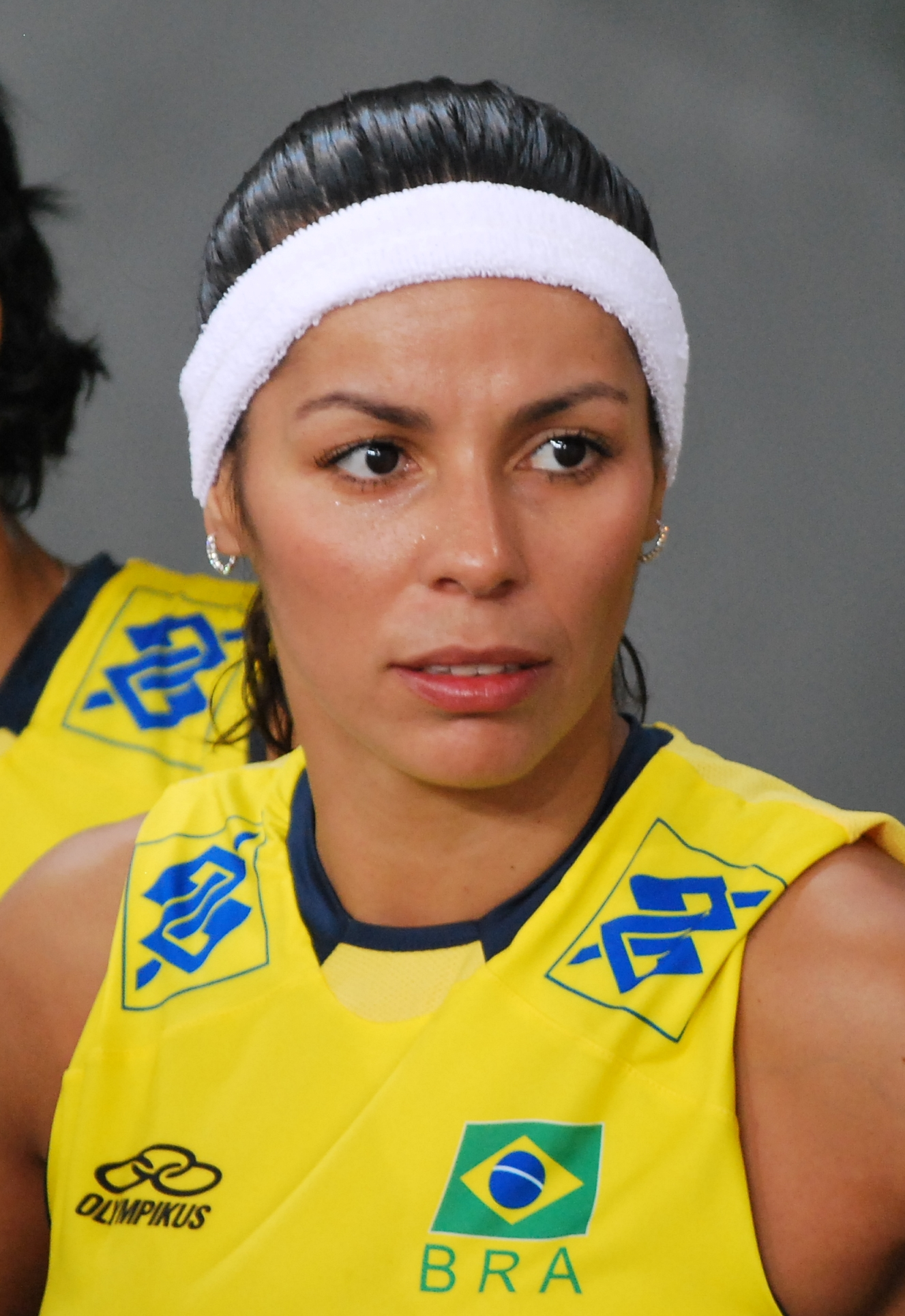
Paula Pequeno, 2012

Paula Renata Marques Pequeno (* 22. Januar 1982 in Brasília, Distrito Federal) ist eine brasilianische Volleyballspielerin. Mit der brasilianischen Nationalmannschaft belegte sie im Dezember 2009 den ersten Platz der Weltrangliste.

## Erfolge
Bei den Olympischen Spielen 2008 in Peking und 2012 in London gewann sie mit der Nationalmannschaft die Goldmedaille. 2006 bei der Weltmeisterschaft gewann sie Silber. Beim World Grand Prix 2004, 2005, 2006, 2008 und 2009 gewann sie mit der Mannschaft jeweils die Goldmedaille.
Seit 2009 spielt sie beim russischen Club VK Saretschje Odinzowo. Pequeno wird hauptsächlich als Aufsteigspielerin im Angriff eingesetzt.